# Лас-Чинакас
Лас-Чинакас (исп. Las Chinacas) — посёлок в Мексике, штат Чиуауа, входит в состав муниципалитета Чинипас. Численность населения, по данным переписи 2010 года, составила 308 человек.

## Общие сведения
19 сентября 2015 года поселение подверглось нападению банды, которые ограбили и подожгли несколько домов.